# میلت پالاسیو
میلتون زیگموند پالاسیو (به انگلیسی: Milton Sigmund Palacio) (زادهٔ ۷ فوریهٔ ۱۹۷۸) یک مربی حرفه‌ای بسکتبال اهل بلیز و بازیکن سابق اهل ایالات متحده آمریکا است.
پالاسیو، یک شهروند بلیز است که در لس آنجلس، کالیفرنیا توسط پدر و مادری بلیزی به دنیا آمد و بزرگ شد.